# إس. س. تومسون
إس. س. تومسون (بالإنجليزية: S. C. Thompson)‏ هو طبال أمريكي، ولد في 14 سبتمبر 1897، وتوفي في 21 مارس 1967.